# Kepler-419b
Kepler-419b es un planeta extrasolar que forma parte de un sistema solar formado por al menos dos planetas. Orbita la estrella denominada KOI-1474. Fue descubierto en el año 2012 por la sonda Kepler por medio de tránsito astronómico.